# Bonaventura Buttini
Bonaventura Buttini (1811 – Saluzzo, 3 ottobre 1860) è stato un politico italiano.

## Biografia
Avvocato, fu Deputato del Regno di Sardegna per cinque legislature.